# HMS Wessex (1943)
A HMS Wessex a Brit Királyi Haditengerészet egyik W osztályú rombolója volt. A hajó eredetileg a HMS Zenith nevet kapta volna, de még vízre bocsátása előtt, 1943 januárjában átnevezték, így végül a Wessex nevet kapta. Vízre bocsátására 1943. október 2-án került sor a Fairfield Shipbuilding and Engineering Company govani gyáránál. 1944. május 11-én állt hadrendbe.

## Pályafutása

### A háborúban
Elkészültekor a Wessexet a Honi Flotta 3. Romboló Flottájához helyezték. Flottájával együtt a Wessexet is a normandiai partraszállás fedezésére használták 1944. június 6-án. Ez év júliusában a hajót áthelyezték a 27. Romboló Flottához, és felkészítették a Keleti Flottában való szolgálatra. Rendbe hozatalát - mely augusztusban be is fejeződött - Portsmouthban végezték. Augusztus 4-én a HMS Whelppel együtt elindult, hogy Ceylonnál csatlakozzon a Keleti Flottához.
Szeptemberben és októberben a romboló konvojokat kísért az Indiai-óceánon, illetve a brit repülőgép-hordozók kíséretében vett részt. Ezen feladatok ellátása közben vett részt a Millet, Outflank és Meridian hadműveletekben is. 1945-ben a Brit Csendes-óceáni Flottához került, ahol továbbra is hajók kíséretének biztosítására, valamint radaros őrhajóként használták. A háború végéhez közeledve, Aucklandben felújításon esett át.

### A háború után
A háború befejezése után a Wessexet ideiglenesen a fogságba esett szövetségesek hazaszállítására használták, illetve 1945. október 27-ig a megszálló csapatokat támogatta. Ezután egy ausztráliai kitérőt követően visszaindult az Egyesült Királyságba. 1945. december 28-án érkezett meg Devonportba. 1946 januárjában a Plymouth-i kikötőben a tartalék flottához került. 1948-ban a hajót áthelyezték a dél-afrikai Simonstownba.
1950. március 29-én a Wessexet átadták a Dél-Afrikai Haditengerészetnek, ahol a SAS Jan van Riebeeck nevet kapta. 1964 és 1966 közt modernizálták, és részben fregattá alakították. 1978-ig állt szolgálatban, majd leselejtezték. 1980. március 25-én rakétacélpontként végezte.